# Ta Mok
Ta Mok var det nom de guerre som användes av Chhit Choeun, född 1926, död 21 juli 2006. Han var en av de högsta ledarna för de röda khmererna i Kambodja. Han utnämndes till arméchef i de röda khmerernas regering 1977, och spelade en viktig roll i röda khmerernas kampanj för att rensa de kambodjanska städerna på dess invånare. Han fick smeknamnet "Slaktaren" på grund av sina gärningar. Efter de röda khmerernas fall 1979 var han en av upprorsarméns ledande krafter.
Ta Mok avsatte Pol Pot 1997, sedan denne beordrat försvarsministern Son Sens avrättning, och dirigerade den domstol som dömde Pol Pot till livstids husarrest. Ta Mok arresterades 1999 av den kambodjanska armén i samband med de röda khmerernas slutliga sönderfall. 2002 åtalades han för brott mot mänskligheten men avled av naturliga orsaker 2006 innan rättegången i Kambodjas krigsförbrytartribunal kunde inledas.

## Källhänvisningar
1. ↑  Former Khmer Rouge commander Ta Mok dies (på engelska), NBCNews.com, 20 juli 2006, läs online.[källa från Wikidata]
2. ↑  Encyclopædia Britannica, Encyclopædia Britannica Online-ID: biography/Ta-Moktopic/Britannica-Online, läst: 9 oktober 2017.[källa från Wikidata]